# باول رايلي (لاعب كريكت)
باول رايلي (18 نوفمبر 1981 في المملكة المتحدة - )  (بالإنجليزية: Paul Riley)‏ هو لاعب كريكت بريطاني.

## وصلات خارجية
- باول رايلي على موقع إي آس بي آن كريك إنفو (الإنجليزية)